# Comuna de Przemyśl
Przemyśl (polaco: Gmina Przemyśl) é uma gminy (comuna) na Polónia, na voivodia de Subcarpácia e no condado de Przemyski. A sede do condado é a cidade de Przemyśl.
De acordo com os censos de 2004, a comuna tem 91400 habitantes, com uma densidade 840,3 hab/km².

## Área
Estende-se por uma área de 108,39 km², incluindo:
- área agrícola: 58%
- área florestal: 34%

## Demografia
Dados de 30 de Junho 2004:
|                      | Total   | Total | Mulheres | Mulheres | Homens  | Homens |
| -------------------- | ------- | ----- | -------- | -------- | ------- | ------ |
|                      | pessoas | %     | pessoas  | %        | pessoas | %      |
| População            | 9140    | 100   | 4593     | 50,3     | 4547    | 49,7   |
| Densidade (pop./km²) | 84,3    | 100   | 42,4     | 42,4     | 42      | 42     |

De acordo com dados de 2002, o rendimento médio per capita ascendia a 1192,34 zł.

## Subdivisões
- Pikulice
- Hermanowice
- Kuńkowce
- Łętownia
- Rożubowice
- Witoszyńce
- Ostrów
- Stanisławczyk
- Bełwin
- Malhowice
- Nehrybka
- Grochowce
- Łuczyce
- Wapowce
- Krówniki
- Ujkowice

## Comunas vizinhas
- Fredropol, Krasiczyn, Krzywcza, Medyka, Przemyśl, Comuna de Żurawica.